# راضي جازي
راضي جازي أو الراضي الجازي ولد في 28 سبتمبر 1927 في نابل وتوفي في 27 يوليو 2020، هو مؤسس أول صيدلية تونسية بالكامل، وأحد أشهر الصيدلانيين في بلاده. 

راضي جازي هو أستاذ في كلية الصيدلة بالمنستير والمعهد الأعلى للقضاء بتونس، كان رئيس المجلس الوطني لهيئة الصيادلة بتونس بين 1973 و1976، وهو الرئيس الشرفي للجمعية التونسية للعلوم الصيدلية والجمعية التونسية لتاريخ الطب والصيدلة، وعضو في الأكاديمية الدولية لتاريخ الصيدلة، ويشارك في تحرير المجلة الصيدلية الصيدلي، كما يشغل العضوية العادية ثم الشرفية لمؤسسة بيت الحكمة.

## السيرة الذاتية

### الدراسة والمسار المهني

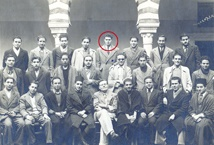
راضي جازي مع قسمه في المدرسة الصادقية سنة 1945-1946
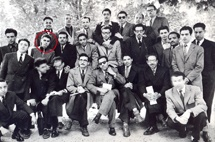
راضي جازي مع الطلبة التونسيين في فرنسا في حدائق لوكسمبورغ سنة 1951

## المنشورات
نشر راضي جازي أطروحته في الدكتوراه والتي تحمل عنوان المساهمة في دراسة تاريخ الصيدلة العربية: تزوير ومراقبة الأدوية خلال الفترة العربية في سنة 1966.

رفقة مؤرخين آخرين في المجال الطبي والصيدلاني، حرر راضي جازي عدة أعمال نشرتها مؤسسة بيت الحكمة:
- دراسة وتحقيق مخطوطات ابن الجزار:
  - زاد المسافر وقوت الحاضر (في مجلدين سنة 1986 و1999)
  - كتاب في فنون الطب والعطر (2007)
  - كتاب في طب الفقراء والمساكين (2009)
  - كتاب في طب المشائخ وحفظ صحتهم (2009)
- مقالة في الماليخوليا لإسحاق بن عمران (2009، بالتشارك مع عادل العمراني)

## الجوائز
تحصل راضي جازي على مجموع 19 جائزة إلى حدود 2011، من بينها الميدالية الدولية الشرفية للأيام التونسية للصيدلة في نسختها الثامنة سنة 1998.